# Crosby, Lincolnshire
Crosby är en stadsdel i Scunthorpe, i distriktet North Lincolnshire, i grevskapet Lincolnshire, i England. Crosby var en civil parish från 1866 till 1919 då den blev en del av Scunthorpe and Frodingham och Flixborough. Civil parish hade 3 339 invånare år 1911. Byn nämndes i Domedagsboken (Domesday Book) år 1086, och kallades då Cropesbi.